# Coelioxys sanguinosa
Coelioxys sanguinosa är en biart som beskrevs av Cockerell 1912. Coelioxys sanguinosa ingår i släktet kägelbin, och familjen buksamlarbin. Inga underarter finns listade i Catalogue of Life.